# Bài thơ về tiểu đội xe không kính
Bài thơ về tiểu đội xe không kính là một tác phẩm của nhà thơ Phạm Tiến Duật sáng tác năm 1969. Bài thơ khắc họa hình ảnh những người lính lái xe trên tuyến đường Trường Sơn trong thời kỳ Chiến tranh Việt Nam, qua đó thể hiện thái độ bình thản trước gian khổ và tinh thần vượt khó trong chiến tranh. Bài thơ này là một trong ba tác phẩm đoạt giải nhất cuộc thi thơ do báo Văn nghệ tổ chức năm 1969 và sau đó được in trong tập thơ Vầng trăng quầng lửa (1970).
Bài thơ về tiểu đội xe không kính được nhạc sĩ Hoàng Hiệp phổ nhạc năm 1971. Bài thơ cũng được được đưa vào chương trình ngữ văn và đề thi trong hệ thống giáo dục phổ thông tại Việt Nam.

## Hoàn cảnh sáng tác
Bài thơ về tiểu đội xe không kính được Phạm Tiến Duật viết trong quá trình công tác tại Trung đoàn xe 225 thuộc Tổng cục Hậu cần, có nhiệm vụ vận tải từ Hà Nội vào phía nam của Khu 4 cũ. Trong quá trình công tác, Phạm Tiến Duật chứng kiến nhiều xe vận tải quân sự bị vỡ kính chắn gió do bom đạn làm hư hỏng, song vẫn tiếp tục chạy trên tuyến đường Trường Sơn làm nhiệm vụ. Sau một chuyến hành quân vượt sông Lam năm 1966, cùng một chiến sĩ tên Văn Mâu, ông đã sáng tác bài thơ này từ những trải nghiệm thực tế. Trọng tâm bài thơ tập trung khắc họa hình ảnh những người lính lái xe và chiếc xe không kính chắn gió, qua đó phản ánh điều kiện vật chất, hoàn cảnh hoạt động cùng thái độ và tinh thần vượt khó của họ trên tuyến đường Trường Sơn trong thời kỳ Chiến tranh Việt Nam.
Bài thơ sau đó đoạt giải nhất cuộc thi thơ của báo Văn Nghệ năm 1969-1970, nằm trong chùm thơ bao gồm: Nhớ, Lửa đèn, Gửi em cô thanh niên xung phong và Bài thơ về tiểu đội xe không kính. Bài thơ được đưa vào tập thơ Vầng trăng quầng lửa (1970).

## Đón nhận
Năm 1971, nhạc sĩ Hoàng Hiệp đã phổ nhạc bài thơ này thành bài hát Tiểu đội xe không kính. Bài thơ cũng được đưa vào chương trình ngữ văn lớp 9 và từng xuất hiện trong kỳ thi ngữ văn ở cấp trung học cơ sở. Hiện nay, tính đến năm 2025, tác phẩm được giảng dạy trong sách giáo khoa ngữ văn lớp 8 theo chương trình giáo dục phổ thông mới tại Việt Nam.